# Сайто Тосіхіде
Сайто Тосіхіде (яп. 斉藤 俊秀, нар. 20 квітня 1973, Сідзуока) — японський футболіст.

## Виступи за збірну
1996 року дебютував в офіційних матчах у складі національної збірної Японії. Відтоді провів у формі головної команди країни 17 матчів.

## Статистика виступів
| Збірна Японії | Збірна Японії | Збірна Японії |
| Роки          | Ігри          | голи          |
| ------------- | ------------- | ------------- |
| 1996          | 2             | 0             |
| 1997          | 7             | 0             |
| 1998          | 4             | 0             |
| 1999          | 4             | 0             |
| Усього        | 17            | 0             |

## Титули і досягнення
- Володар Кубка Джей-ліги (1):

«Сімідзу С-Палс»: 1996
- Володар Кубка Імператора Японії (1):

«Сімідзу С-Палс»: 2001
- Володар Суперкубка Японії (2):

«Сімідзу С-Палс»: 2001, 2002
- У символічній збірній Джей-ліги: 1999